# Ismaël Inoussa
Ismaël Inoussa (ur. 9 maja 1994 w Niamey) – nigerski piłkarz grający na pozycji obrońcy. Od 2019 roku jest zawodnikiem klubu AS SONIDEP.

## Kariera klubowa
Swoją piłkarską karierę Inoussa rozpoczął w klubie Racing Boukoki. W sezonie 2010/2011 zadebiutował w jego barwach w pierwszej lidze nigerskiej. W latach 2011–2013 był zawodnikiem Olympic FC de Niamey. W sezonie 2011/2012 został z nim mistrzem kraju. W latach 2013–2017 był piłkarzem AS Douanes Niamey. W sezonie 2014/2015 wywalczył z nim mistrzostwo Nigru, a w 2016 roku zdobył Puchar Nigru. W latach 2017–2019 występował w Sahel SC. W 2019 przeszedł do AS SONIDEP.

## Kariera reprezentacyjna
W reprezentacji Nigru Inoussa zadebiutował 14 listopada 2014 w przegranym 1:3 meczu kwalifikacji do Pucharu Narodów Afryki 2015 z Republiką Zielonego Przylądka, rozegranym w Praii. Od 2014 do 2019 wystąpił w kadrze narodowej 10 razy.